# Maciej Dorna
Maciej Dorna – polski historyk, doktor habilitowany nauk humanistycznych, profesor uczelni na Uniwersytecie im. Adama Mickiewicza w Poznaniu, kierownik Zakład Źródłoznawstwa i Nauk Pomocniczych Historii na Wydziale Historii.

## Życiorys
W latach 1998–2002 odbył studia doktoranckie w Instytucie Historii na Wydziale Historycznym UAM. Stopień naukowy doktora nauk historycznych został mu nadany w 2002, po obronie pracy pt. Prozopografia pruskiej gałęzi zakonu krzyżackiego do roku 1309. Promotorem pracy był Tomasz Jasiński, a recenzentami Janusz Tandecki i Jerzy Strzelczyk.
W 2015 na podstawie oceny dorobku naukowego oraz pracy pt. Mabillon i inni. Rzecz o powstaniu dyplomatyki, otrzymał stopień naukowy doktora habilitowanego nauk humanistycznych. Recenzentami pracy habilitacyjnej byli Antoni Barciak, Beata Możejko i Józef Dobosz.
Publikuje między innymi na łamach Zapisków Historycznych, Roczników Historycznych i Deutsches Archiv für Erforschung des Mittelalters. Zatrudniony na stanowisku profesora uczelni, objął funkcję kierownik Zakładu Źródłoznawstwa i Nauk Pomocniczych Historii na macierzystym wydziale.